# ياروجونغ
ياروجونغ (بالإنجليزية: Yarzhong)‏ هي منطقة سكنية تقع في الصين في أزمة التبت والصين. يقدر عدد سكانها بـ
- نسمة .